# بروس سبنس
بروس روبرت سبنس (بالإنجليزية: Bruce Spence)‏ مواليد 17 سبتمبر 1945 في أوكلاند، هو ممثل نيوزلندي.

## الأعمال
- ماكس المجنون 2
- ماد ماكس:بيوند ثاندردوم
- ايس فنتورا: عندما تنادي الطبيعة
- البحث عن نيمو
- الماتريكس 3
- سيد الخواتم: عودة الملك
- بيتر بان
- حرب النجوم الجزء الثالث: انتقام السيث
- زمردة
- تكافؤ الفرص

## وصلات خارجية
- بروس سبنس على موقع IMDb (الإنجليزية)
- بروس سبنس على موقع ألو سيني (الفرنسية)
- بروس سبنس على موقع أول موفي (الإنجليزية)
- بروس سبنس على موقع قاعدة بيانات الأفلام السويدية (السويدية)
- بروس سبنس على موقع إن إن دي بي (الإنجليزية)
- بروس سبنس على موقع قاعدة بيانات الفيلم (الإنجليزية)
- بروس سبنس على موقع كينوبويسك (الروسية)